# DTM-Saison 2021
Die DTM-Saison 2021 war die 35. Saison der DTM und die 22. seit Neugründung der Serie im Jahr 2000. Sie begann am 19. Juni in Monza und endete am 10. Oktober in Nürnberg. Die Saison umfasste 16 Wertungsläufe an acht Rennwochenenden. Den Titel sicherte sich erstmals der Deutsche Maximilian Götz.

## Änderungen 2021

### Sportliches Reglement
Nachdem zwischen 2002 und 2020 die Rennen stehend gestartet wurden, fand in der Saison 2021 erstmals seit der Saison 2001 ein fliegender Start statt.

### Technisches Reglement
Das Class-1-Reglement, welches Vierzylinder-Turbomotoren mit zwei Litern Hubraum vorsah, wurde nach nur zwei Saisons abgeschafft. Stattdessen mussten die Fahrzeuge ab der Saison 2021 dem GT3-Reglement entsprechen.

### Reifen
Der noch bis 2023 laufende Vertrag mit Reifenausrüster Hankook wurde im Vorfeld der Saison aufgelöst, stattdessen kamen Reifen von Michelin zum Einsatz.

### Hersteller, Teams und Fahrer

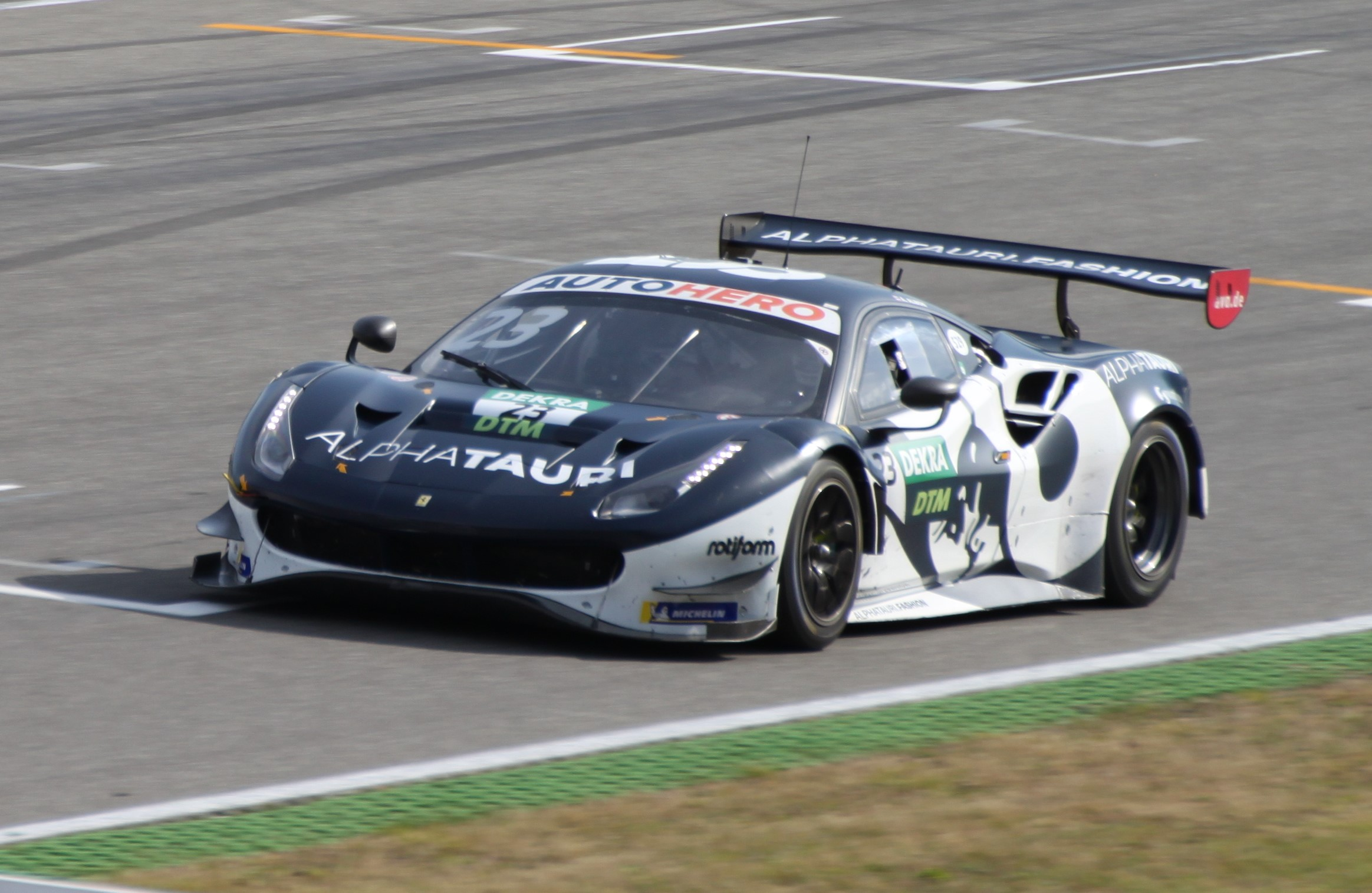
Der von Alexander Albon in der Saison gefahrene Ferrari 488 GT3 Evo

Bereits im Frühjahr 2020 gab Audi bekannt, sich zum Ende der Saison 2020 werksseitig aus der DTM zurückzuziehen. Gleichwohl verblieben die bisherigen Audi-Werksteams Abt und Rosberg in der DTM und setzen weiterhin Fahrzeuge des Herstellers ein. Für Abt gehen 2021 der ehemalige Meister Mike Rockenfeller, der zuletzt für Phoenix gefahren war, und DTM-Neuling Kelvin van der Linde, der bereits Erfahrungen im GT-Sport sammeln konnte, an den Start. Ein weiteres Cockpit bei Abt wurde an Sophia Flörsch vergeben, womit erstmals seit der Saison 2012 wieder eine Frau in der DTM antritt. Der amtierende Vizemeister Nico Müller wechselt von Abt zu Rosberg, sein Teamkollege wird DTM-Neuling Dev Gore. Titelverteidiger René Rast hingegen verlässt die DTM, um sich auf sein Engagement in der FIA-Formel-E-Weltmeisterschaft zu konzentrieren.
Zur Saison 2021 steigt Walkenhorst Motorsport in die DTM ein und setzt ein Fahrzeug des Typs BMW M6 GT3 ein. Als Fahrer verpflichtete Walkenhorst den zweimaligen Meister Marco Wittmann. Rowe Racing steigt ebenfalls in die DTM ein und geht mit mindestens zwei Fahrzeugen gleichen Typs an den Start. Als Fahrer wurden Sheldon van der Linde und Timo Glock verpflichtet.
Mit Unterstützung von Red Bull steigt das italienische Team AF Corse in die DTM ein und setzt zwei Ferrari 488 GT3 Evo ein. In einem dieser Fahrzeuge bestreitet Liam Lawson die gesamte Saison. Im zweiten Fahrzeug kommt einerseits Alexander Albon zum Einsatz, der parallel hierzu auch Ersatzfahrer der Formel-1-Teams Red Bull Racing und Scuderia AlphaTauri ist. Im Falle von Terminüberschneidungen geht Nick Cassidy im zweiten Fahrzeug an den Start.
Im Dezember 2020 wurde bekanntgegeben, dass das Jenson Team Rocket RJN zur Saison 2021 in die DTM einsteigt und mindestens einen McLaren 720S GT3 einsetzt. Im März 2021 sagte das Team seine Teilnahme jedoch wieder ab.

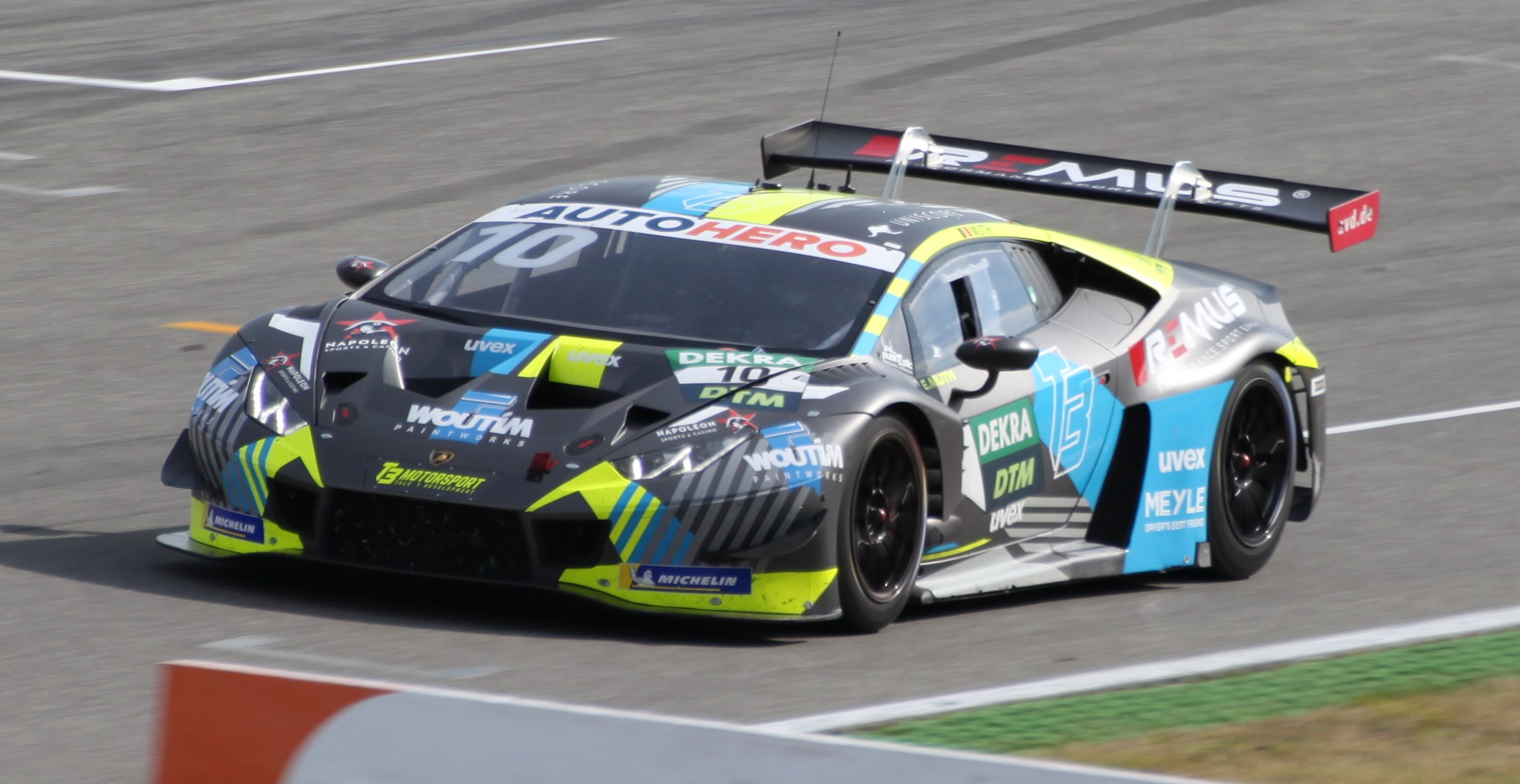
Der von Esteban Muth in der Saison gefahrene Lamborghini Huracán GT3 Evo

Als erstes Team überhaupt meldete das aus Hongkong stammende Team GruppeM Racing für die DTM-Saison 2021. Zum Einsatz kommt dabei ein Fahrzeug des Typs Mercedes-AMG GT3. Fahrerseitig setzt GruppeM Racing auf den DTM-erfahrenen Daniel Juncadella. Das Haupt Racing Team steigt zur Saison 2021 ebenfalls in die DTM ein und setzt zwei Mercedes-AMG GT3 ein. Als Fahrer wurden Maximilian Götz und Vincent Abril verpflichtet. Zudem wird Teamgründer Hubert Haupt bei ausgewählten Veranstaltungen in einem dritten Fahrzeug selbst an den Start gehen. Auch das Team Winward Racing steigt 2021 in die DTM ein, hier werden ebenfalls zwei Mercedes-AMG GT3 eingesetzt. Als Fahrer vorgesehen sind Lucas Auer, der die Vorsaison für BMW bestritten hatte, und Philip Ellis, der für das Team (noch unter dem Namen HTP Motorsport) bereits im ADAC GT Masters gefahren war. Der frühere Formel-1-Fahrer Christian Klien gab im März 2021 bekannt, an ausgewählten Rennwochenenden für das Team JP Motorsport an den Start zu gehen. Als Fahrzeug war zunächst ebenfalls ein Mercedes-AMG GT3 vorgesehen, noch im März erfolgte allerdings der Wechsel auf einen McLaren 720S GT3. Im März 2021 gab das Team GetSpeed Performance seine Teilnahme mit einem Mercedes-AMG GT3 bekannt. Als Fahrer des Teams wurde mit Arjun Maini der erste indische Fahrer in der Geschichte der DTM bekanntgegeben. Zudem kehrt Mücke Motorsport mit dem zweifachen Meister Gary Paffett in die DTM zurück und setzt ebenfalls einen Mercedes-AMG GT3 ein. Wegen Terminüberschneidungen mit der FIA-Formel-E-Weltmeisterschaft, wo Paffett als Berater des Mercedes-Teams fungiert, wird er bei den Rennwochenenden in Monza und auf dem Lausitzring durch Maximilian Buhk vertreten. Wegen COVID-19-bedingter Einreisebeschränkungen fungiert Buhk auch beim Rennwochenende in Zolder als Ersatz für Paffett.
Im April 2021 gab das Team T3 Motorsport seine Teilnahme mit zwei Lamborghini Huracán GT3 Evo bekannt. Als Fahrer des Teams wurden Esteban Muth und Esmee Hawkey verpflichtet.

## Teams und Fahrer
| Hersteller  | Fahrzeug                    | Team                               | Nr. | Fahrer                | Status | Rennen            |
| ----------- | --------------------------- | ---------------------------------- | --- | --------------------- | ------ | ----------------- |
| Audi        | Audi R8 LMS GT3             | Team Abt Sportsline                | 03  | Kelvin van der Linde  |        | 1–16              |
| Audi        | Audi R8 LMS GT3             | Team Abt Sportsline                | 09  | Mike Rockenfeller     |        | 1–16              |
| Audi        | Audi R8 LMS GT3             | Team Abt Sportsline                | 37  | Lucas di Grassi       | G      | 13–16             |
| Audi        | Audi R8 LMS GT3             | Team Abt                           | 99  | Sophia Flörsch        | J      | 1–6, 9–16         |
| Audi        | Audi R8 LMS GT3             | Team Abt                           | 99  | Markus Winkelhock     |        | 7, 8              |
| Audi        | Audi R8 LMS GT3             | Team Rosberg                       | 12  | Dev Gore              |        | 1–6, 9, 10, 12–16 |
| Audi        | Audi R8 LMS GT3             | Team Rosberg                       | 12  | Christopher Haase     |        | 7, 8              |
| Audi        | Audi R8 LMS GT3             | Team Rosberg                       | 51  | Nico Müller           |        | 1–16              |
| BMW         | BMW M6 GT3                  | Rowe Racing                        | 16  | Timo Glock            |        | 1–16              |
| BMW         | BMW M6 GT3                  | Rowe Racing                        | 31  | Sheldon van der Linde | J      | 1–16              |
| BMW         | BMW M6 GT3                  | Walkenhorst Motorsport             | 11  | Marco Wittmann        |        | 1–16              |
| Ferrari     | Ferrari 488 GT3 Evo         | Red Bull AlphaTauri AF Corse       | 23  | Alexander Albon       |        | 1–14              |
| Ferrari     | Ferrari 488 GT3 Evo         | Red Bull AlphaTauri AF Corse       | 23  | Nick Cassidy          |        | 15, 16            |
| Ferrari     | Ferrari 488 GT3 Evo         | Red Bull AlphaTauri AF Corse       | 30  | Liam Lawson           | J      | 1–16              |
| Lamborghini | Lamborghini Huracán GT3 Evo | T3 Motorsport                      | 10  | Esteban Muth          | J      | 1–16              |
| Lamborghini | Lamborghini Huracán GT3 Evo | T3 Motorsport                      | 26  | Esmee Hawkey          |        | 1–16              |
| Lamborghini | Lamborghini Huracán GT3 Evo | T3 Motorsport                      | 63  | Mirko Bortolotti      | G      | 11, 12            |
| Lamborghini | Lamborghini Huracán GT3 Evo | T3 Motorsport                      | 71  | Maximilian Paul       | G      | 9, 10             |
| McLaren     | McLaren 720S GT3            | JP Motorsport                      | 15  | Christian Klien       | G      | 5–8, 11, 12       |
| Mercedes    | Mercedes-AMG GT3            | Mercedes-AMG Team GetSpeed         | 36  | Arjun Maini           |        | 1–5, 7–16         |
| Mercedes    | Mercedes-AMG GT3            | Mercedes-AMG Team GruppeM Racing   | 08  | Daniel Juncadella     |        | 1–16              |
| Mercedes    | Mercedes-AMG GT3            | Mercedes-AMG Team HRT              | 04  | Maximilian Götz       |        | 1–16              |
| Mercedes    | Mercedes-AMG GT3            | Mercedes-AMG Team HRT              | 05  | Vincent Abril         |        | 1–16              |
| Mercedes    | Mercedes-AMG GT3            | Mercedes-AMG Team HRT              | 06  | Hubert Haupt          | G      | 7, 8, 13, 14      |
| Mercedes    | Mercedes-AMG GT3            | Mercedes-AMG Team Mücke Motorsport | 18  | Maximilian Buhk       |        | 1–12, 15, 16      |
| Mercedes    | Mercedes-AMG GT3            | Mercedes-AMG Team Mücke Motorsport | 18  | Marvin Dienst         |        | 13, 14            |
| Mercedes    | Mercedes-AMG GT3            | Mercedes-AMG Team WINWARD          | 22  | Lucas Auer            |        | 1–16              |
| Mercedes    | Mercedes-AMG GT3            | Mercedes-AMG Team WINWARD          | 57  | Philip Ellis          |        | 1–16              |
| Mercedes    | Mercedes-AMG GT3            | Toksport WRT                       | 07  | Luca Stolz            | G      | 7, 8              |
| Porsche     | Porsche 911 GT3 R           | SSR Performance                    | 92  | Michael Ammermüller   | G      | 7, 8              |

| Symbol | Status                                          |
| ------ | ----------------------------------------------- |
| J      | Junior                                          |
| G      | Gaststarter (nicht berechtigt für Punktvergabe) |

## Rennkalender
| Nr. | Nr. | Datum         | Rennstrecke | Sieger                                     | Zweiter                                              | Dritter                                              | Pole- Position                                       | Schnellste Rennrunde                       | Junior- Wertung                     |
| --- | --- | ------------- | ----------- | ------------------------------------------ | ---------------------------------------------------- | ---------------------------------------------------- | ---------------------------------------------------- | ------------------------------------------ | ----------------------------------- |
| 1   | 1   | 19. Juni      | Monza       | Liam Lawson (Red Bull AF Corse)            | Maximilian Götz (Mercedes-AMG Team HRT)              | Alexander Albon (AlphaTauri AF Corse)                | Daniel Juncadella (Mercedes-AMG Team GruppeM Racing) | Liam Lawson (Red Bull AF Corse)            | Liam Lawson (Red Bull AF Corse)     |
| 1   | 2   | 20. Juni      | Monza       | Kelvin van der Linde (Team Abt Sportsline) | Nico Müller (Team Rosberg)                           | Lucas Auer (Mercedes-AMG Team WINWARD)               | Kelvin van der Linde (Team Abt Sportsline)           | Lucas Auer (Mercedes-AMG Team WINWARD)     | Sheldon van der Linde (Rowe Racing) |
| 2   | 3   | 24. Juli      | Klettwitz   | Philip Ellis (Mercedes-AMG Team WINWARD)   | Liam Lawson (Red Bull AF Corse)                      | Mike Rockenfeller (Team Abt Sportsline)              | Sheldon van der Linde (Rowe Racing)                  | Sheldon van der Linde (Rowe Racing)        | Liam Lawson (Red Bull AF Corse)     |
| 2   | 4   | 25. Juli      | Klettwitz   | Maximilian Götz (Mercedes-AMG Team HRT)    | Liam Lawson (Red Bull AF Corse)                      | Kelvin van der Linde (Team Abt Sportsline)           | Philip Ellis (Mercedes-AMG Team WINWARD)             | Kelvin van der Linde (Team Abt Sportsline) | Liam Lawson (Red Bull AF Corse)     |
| 3   | 5   | 7. August     | Zolder      | Kelvin van der Linde (Team Abt Sportsline) | Mike Rockenfeller (Team Abt Sportsline)              | Alexander Albon (AlphaTauri AF Corse)                | Kelvin van der Linde (Team Abt Sportsline)           | Alexander Albon (AlphaTauri AF Corse)      | Esteban Muth (T3 Motorsport)        |
| 3   | 6   | 8. August     | Zolder      | Marco Wittmann (Walkenhorst Motorsport)    | Maximilian Götz (Mercedes-AMG Team HRT)              | Liam Lawson (Red Bull AF Corse)                      | Marco Wittmann (Walkenhorst Motorsport)              | Nico Müller (Team Rosberg)                 | Liam Lawson (Red Bull AF Corse)     |
| 4   | 7   | 21. August    | Nürburg     | Kelvin van der Linde (Team Abt Sportsline) | Philip Ellis (Mercedes-AMG Team WINWARD)             | Mike Rockenfeller (Team Abt Sportsline)              | Kelvin van der Linde (Team Abt Sportsline)           | Kelvin van der Linde (Team Abt Sportsline) | Sheldon van der Linde (Rowe Racing) |
| 4   | 8   | 22. August    | Nürburg     | Alexander Albon (AlphaTauri AF Corse)      | Daniel Juncadella (Mercedes-AMG Team GruppeM Racing) | Marco Wittmann (Walkenhorst Motorsport)              | Alexander Albon (AlphaTauri AF Corse)                | Christopher Haase (Team Rosberg)           | Esteban Muth (T3 Motorsport)        |
| 5   | 9   | 4. September  | Spielberg   | Liam Lawson (Red Bull AF Corse)            | Maximilian Götz (Mercedes-AMG Team HRT)              | Philip Ellis (Mercedes-AMG Team WINWARD)             | Liam Lawson (Red Bull AF Corse)                      | Esteban Muth (T3 Motorsport)               | Liam Lawson (Red Bull AF Corse)     |
| 5   | 10  | 5. September  | Spielberg   | Liam Lawson (Red Bull AF Corse)            | Marco Wittmann (Walkenhorst Motorsport)              | Maximilian Götz (Mercedes-AMG Team HRT)              | Marco Wittmann (Walkenhorst Motorsport)              | Marco Wittmann (Walkenhorst Motorsport)    | Liam Lawson (Red Bull AF Corse)     |
| 6   | 11  | 18. September | Assen       | Marco Wittmann (Walkenhorst Motorsport)    | Mirko Bortolotti (T3 Motorsport)                     | Liam Lawson (Red Bull AF Corse)                      | Liam Lawson (Red Bull AF Corse)                      | Mirko Bortolotti (T3 Motorsport)           | Liam Lawson (Red Bull AF Corse)     |
| 6   | 12  | 19. September | Assen       | Lucas Auer (Mercedes-AMG Team WINWARD)     | Marco Wittmann (Walkenhorst Motorsport)              | Liam Lawson (Red Bull AF Corse)                      | Lucas Auer (Mercedes-AMG Team WINWARD)               | Nico Müller (Team Rosberg)                 | Liam Lawson (Red Bull AF Corse)     |
| 7   | 13  | 2. Oktober    | Hockenheim  | Kelvin van der Linde (Team Abt Sportsline) | Alexander Albon (AlphaTauri AF Corse)                | Mike Rockenfeller (Team Abt Sportsline)              | Kelvin van der Linde (Team Abt Sportsline)           | Alexander Albon (AlphaTauri AF Corse)      | Liam Lawson (Red Bull AF Corse)     |
| 7   | 14  | 3. Oktober    | Hockenheim  | Lucas Auer (Mercedes-AMG Team WINWARD)     | Liam Lawson (Red Bull AF Corse)                      | Maximilian Götz (Mercedes-AMG Team HRT)              | Kelvin van der Linde (Team Abt Sportsline)           | Alexander Albon (AlphaTauri AF Corse)      | Liam Lawson (Red Bull AF Corse)     |
| 8   | 15  | 9. Oktober    | Nürnberg    | Maximilian Götz (Mercedes-AMG Team HRT)    | Arjun Maini (Mercedes-AMG Team GetSpeed)             | Liam Lawson (Red Bull AF Corse)                      | Liam Lawson (Red Bull AF Corse)                      | Nico Müller (Team Rosberg)                 | Liam Lawson (Red Bull AF Corse)     |
| 8   | 16  | 10. Oktober   | Nürnberg    | Maximilian Götz (Mercedes-AMG Team HRT)    | Lucas Auer (Mercedes-AMG Team WINWARD)               | Maximilian Buhk (Mercedes-AMG Team Mücke Motorsport) | Liam Lawson (Red Bull AF Corse)                      | Nick Cassidy (AlphaTauri AF Corse)         | Sophia Flörsch (Team Abt)           |

## Meisterschaftsergebnisse

### Punktesystem
Punkte wurden an die ersten 10 klassifizierten Fahrer in folgender Anzahl vergeben:
| Platz  | 1. | 2. | 3. | 4. | 5. | 6. | 7. | 8. | 9. | 10. |
| Punkte | 25 | 18 | 15 | 12 | 10 | 8  | 6  | 4  | 2  | 1   |

Die ersten drei Fahrer des Qualifyings erhielten zusätzlich folgende Punkte:
| Platz  | 1. | 2. | 3. |
| Punkte | 3  | 2  | 1  |

### Fahrerwertung
| Pos.                                    | Fahrer           | MNZ | MNZ | LAU | LAU | ZOL | ZOL | NÜR | NÜR | SPI | SPI  | ASS | ASS | HOC  | HOC | NOR | NOR | Punkte |
| Pos.                                    | Fahrer           | 1   | 2   | 3   | 4   | 5   | 6   | 7   | 8   | 9   | 10   | 11  | 12  | 13   | 14  | 15  | 16  | Punkte |
| --------------------------------------- | ---------------- | --- | --- | --- | --- | --- | --- | --- | --- | --- | ---- | --- | --- | ---- | --- | --- | --- | ------ |
| 01                                      | M. Götz          | 23  | 10  | DNF | 13  | 72  | 2   | 4   | 4   | 2   | 3    | 43  | 6   | 5    | 3   | 1   | 1   | 230    |
| 02                                      | L. Lawson        | 1   | 142 | 2   | 2   | DNF | 3   | 13  | DNF | 1   | 12   | 31  | 23  | 43   | 2   | 31  | NC1 | 227    |
| 03                                      | K. van der Linde | 4   | 1   | 42  | 3   | 1   | 8   | 1   | DNF | 5   | 6    | 12  | 4   | 1    | 101 | 42  | 172 | 208    |
| 04                                      | M. Wittmann      | 8   | 5   | 7   | 6   | 53  | 1   | 53  | 3   | 7   | 21   | 12  | 32  | DNF  | 11  | 12  | 7   | 171    |
| 05                                      | L. Auer          | 122 | 3   | 6   | 9   | 9   | 52  | 11  | 6   | 8   | 5    | 10  | 1   | DNF2 | 12  | 63  | 2   | 152    |
| 06                                      | A. Albon         | 3   | 7   | 5   | 11  | 3   | 6   | DNF | 1   | 4   | 17   | DNF | 5   | 2    | 6   |     |     | 130    |
| 07                                      | P. Ellis         | DNF | 6   | 1   | 41  | 8   | 16  | 2   | DNF | 3   | 4    | 7   | 12  | 7    | 4   | 10  | 10  | 129    |
| 08                                      | M. Rockenfeller  | 9   | 8   | 3   | 8   | 2   | 103 | 3   | DNF | 15  | DNF  | 13  | 11  | 3    | 15  | DNF | 4   | 89     |
| 09                                      | D. Juncadella    | 51  | 12  | DNF | 7   | DNF | 12  | 8   | 2   | 11  | 12   | DNF | DNF | 6    | 5   | 7   | 5   | 77     |
| 10                                      | N. Müller        | 7   | 2   | 13  | 10  | 10  | 4   | 7   | 9   | DNF | 14   | DNF | 8   | DNF  | 12  | 8   | 15  | 56     |
| 11                                      | S. van der Linde | 11  | 43  | 91  | 5   | 16  | 7   | 6   | DNF | DNF | DNF3 | 6   | DNF | DNF  | DNF | DNF | 16  | 55     |
| 12                                      | A. Maini         | 13  | DNF | DNF | 12  | DNF | DNS | 10  | 13  | 63  | 7    | DNF | 13  | DNF  | 83  | 2   | 6   | 48     |
| 13                                      | E. Muth          | 10  | 9   | 8   | 19* | 6   | 9   | 14  | 5   | 14  | 13   | 8   | 10  | 8    | DNF | 11  | DNF | 41     |
| 14                                      | V. Abril         | DSQ | 11  | DNF | 14  | 4   | DNF | 12  | 8   | 9   | 8    | DNF | 9   | 9    | 9   | 14  | 8   | 34     |
| 15                                      | M. Buhk          | 6   | 13  | 10  | 18  | DNF | 11  | DNF | DNF | 12  | 9    | DNF | 15  |      |     | 9   | 3   | 28     |
| 16                                      | N. Cassidy       |     |     |     |     |     |     |     |     |     |      |     |     |      |     | 5   | 133 | 11     |
| 17                                      | T. Glock         | 16  | DNF | 11  | 13  | 11  | 17  | 19  | 7   | 10  | 10   | DNF | 14  | 10   | 14  | 17* | 11  | 9      |
| 18                                      | S. Flörsch       | 15  | 16  | DNF | 15  | 15  | DNF |     |     | 17  | 15   | 9   | 16  | 12   | DNF | 13  | 9   | 8      |
| 19                                      | M. Dienst        |     |     |     |     |     |     |     |     |     |      |     |     | 11   | 7   |     |     | 6      |
| 20                                      | E. Hawkey        | 14  | 17  | DNF | 16  | 13  | 13  | 17  | 11  | 16  | 16   | 11  | DNF | 14   | 16  | DNF | DNF | 2      |
| 21                                      | C. Haase         |     |     |     |     |     |     | DNF | 10  |     |      |     |     |      |     |     |     | 1      |
| 22                                      | D. Gore          | DNF | 15  | 12  | 17  | 14  | 15  |     |     | DNF | DNF  | DNS | 17  | 16   | 17  | 16  | 14  | 0      |
| 23                                      | M. Winkelhock    |     |     |     |     |     |     | 16  | 14  |     |      |     |     |      |     |     |     | 0      |
| Gaststarter außerhalb der Punktewertung |                  |     |     |     |     |     |     |     |     |     |      |     |     |      |     |     |     |        |
| –                                       | M. Bortolotti    |     |     |     |     |     |     |     |     |     |      | 2   | 7   |      |     |     |     | –      |
| –                                       | C. Klien         |     |     |     |     | 12  | 14  | 15  | 12  |     |      | 5   | DNF |      |     |     |     | –      |
| –                                       | L. Stolz         |     |     |     |     |     |     | 9   | DNF |     |      |     |     |      |     |     |     | –      |
| –                                       | M. Paul          |     |     |     |     |     |     |     |     | 13  | 11   |     |     |      |     |     |     | –      |
| –                                       | L. di Grassi     |     |     |     |     |     |     |     |     |     |      |     |     | 15   | DNF | 15  | 12  | –      |
| –                                       | H. Haupt         |     |     |     |     |     |     | 18  | DNF |     |      |     |     | 13   | 13  |     |     | –      |
| –                                       | M. Ammermüller   |     |     |     |     |     |     | DNF | DNF |     |      |     |     |      |     |     |     | –      |
| Pos.                                    | Fahrer           | 1   | 2   | 3   | 4   | 5   | 6   | 7   | 8   | 9   | 10   | 11  | 12  | 13   | 14  | 15  | 16  | Punkte |
| Pos.                                    | Fahrer           | ITA | ITA | LAU | LAU | ZOL | ZOL | NÜR | NÜR | RBR | RBR  | ASS | ASS | HOC  | HOC | NOR | NOR | Punkte |

| \| Farbe \| Bedeutung \| \| ------------- \| --------------------------------------- \| \| Gold \| Sieger \| \| Silber \| 2. Platz \| \| Bronze \| 3. Platz \| \| Grün \| Platzierung in den Punkten \| \| Blau \| Klassifiziert außerhalb der Punkteränge \| \| Violett \| Rennen nicht beendet (DNF) \| \| Violett \| nicht klassifiziert (NC) \| \| Rot \| nicht qualifiziert (DNQ) \| \| Schwarz \| disqualifiziert (DSQ) \| \| Weiß \| nicht am Start (DNS) \| \| Weiß \| zurückgezogen (WD) \| \| Weiß \| Rennen abgesagt (C) \| \| ohne Farbe \| nicht am Training teilgenommen (DNP) \| \| ohne Farbe \| verletzt oder krank (INJ) \| \| ohne Farbe \| ausgeschlossen (EX) \| \| ohne Farbe \| nicht erschienen (DNA) \| \| fett \| Pole-Position \| \| kursiv \| Schnellste Rennrunde \| \| unterstrichen \| WM-Führung \| \| hochgestellt \| Platzierung im Sprintrennen \| | - Fett – Pole-Position - Kursiv – Schnellste Rennrunde - Unterstrichen – Gesamtführender - * – nicht im Ziel, aufgrund der zurückgelegten Distanz, aber gewertet - 1 – 3 Punkte für schnellste Qualifikationsrunde - 2 – 2 Punkte für zweitschnellste Qualifikationsrunde - 3 – 1 Punkt für drittschnellste Qualifikationsrunde |
| Farbe | Bedeutung |
| Gold | Sieger |
| Silber | 2. Platz |
| Bronze | 3. Platz |
| Grün | Platzierung in den Punkten |
| Blau | Klassifiziert außerhalb der Punkteränge |
| Violett | Rennen nicht beendet (DNF) |
| Violett | nicht klassifiziert (NC) |
| Rot | nicht qualifiziert (DNQ) |
| Schwarz | disqualifiziert (DSQ) |
| Weiß | nicht am Start (DNS) |
| Weiß | zurückgezogen (WD) |
| Weiß | Rennen abgesagt (C) |
| ohne Farbe | nicht am Training teilgenommen (DNP) |
| ohne Farbe | verletzt oder krank (INJ) |
| ohne Farbe | ausgeschlossen (EX) |
| ohne Farbe | nicht erschienen (DNA) |
| fett | Pole-Position |
| kursiv | Schnellste Rennrunde |
| unterstrichen | WM-Führung |
| hochgestellt | Platzierung im Sprintrennen |

### Teamwertung
| Pos. | Team                               | Hersteller  | ITA | ITA | LAU | LAU | ZOL | ZOL | NÜR | NÜR | RBR | RBR | ASS | ASS | HOC | HOC | NOR | NOR | Punkte |
| Pos. | Team                               | Hersteller  | 1   | 2   | 3   | 4   | 5   | 6   | 7   | 8   | 9   | 10  | 11  | 12  | 13  | 14  | 15  | 16  | Punkte |
| ---- | ---------------------------------- | ----------- | --- | --- | --- | --- | --- | --- | --- | --- | --- | --- | --- | --- | --- | --- | --- | --- | ------ |
| 01   | Red Bull AlphaTauri AF Corse       | Ferrari     | 40  | 8   | 28  | 20  | 15  | 23  | 0   | 28  | 40  | 27  | 21  | 29  | 31  | 26  | 28  | 4   | 368    |
| 02   | Team Abt Sportsline                | Audi        | 14  | 32  | 30  | 19  | 46  | 6   | 43  | 0   | 10  | 8   | 1   | 12  | 43  | 4   | 14  | 14  | 296    |
| 03   | Mercedes-AMG Team WINWARD          | Mercedes    | 2   | 23  | 33  | 17  | 6   | 12  | 21  | 8   | 19  | 22  | 14  | 28  | 8   | 39  | 10  | 19  | 281    |
| 04   | Mercedes-AMG Team HRT              | Mercedes    | 19  | 1   | 0   | 26  | 20  | 18  | 12  | 16  | 22  | 19  | 16  | 10  | 12  | 17  | 25  | 29  | 262    |
| 05   | Walkenhorst Motorsport             | BMW         | 4   | 10  | 6   | 8   | 11  | 28  | 11  | 16  | 6   | 21  | 27  | 17  | 0   | 0   | 0   | 6   | 171    |
| 06   | Mercedes-AMG Team GruppeM Racing   | Mercedes    | 13  | 0   | 0   | 6   | 0   | 0   | 4   | 20  | 0   | 0   | 0   | 0   | 8   | 10  | 6   | 10  | 77     |
| 07   | Rowe Racing                        | BMW         | 0   | 13  | 5   | 10  | 0   | 6   | 8   | 6   | 1   | 2   | 12  | 0   | 1   | 0   | 0   | 0   | 64     |
| 08   | Team Rosberg                       | Audi        | 6   | 18  | 0   | 1   | 1   | 12  | 6   | 3   | 0   | 0   | 0   | 4   | 0   | 0   | 4   | 0   | 55     |
| 09   | T3 Motorsport                      | Lamborghini | 1   | 2   | 4   | 0   | 8   | 2   | 0   | 10  | 0   | 0   | 10  | 7   | 4   | 0   | 0   | 0   | 48     |
| 10   | Mercedes-AMG Team GetSpeed         | Mercedes    | 0   | 0   | 0   | 0   | 0   | DNS | 2   | 0   | 9   | 6   | 0   | 0   | 0   | 5   | 18  | 4   | 44     |
| 11   | Mercedes-AMG Team Mücke Motorsport | Mercedes    | 8   | 0   | 1   | 0   | 0   | 0   | 0   | 0   | 0   | 2   | 0   | 0   | 0   | 6   | 2   | 15  | 34     |
| 12   | Team Abt                           | Audi        | 0   | 0   | 0   | 0   | 0   | 0   | 0   | 0   | 0   | 0   | 6   | 0   | 0   | 0   | 0   | 2   | 8      |

### Markenwertung
| Pos. | Hersteller    | ITA | ITA | LAU | LAU | ZOL | ZOL | NÜR | NÜR | RBR | RBR | ASS | ASS | HOC | HOC | NOR | NOR | Punkte |
| Pos. | Hersteller    | 1   | 2   | 3   | 4   | 5   | 6   | 7   | 8   | 9   | 10  | 11  | 12  | 13  | 14  | 15  | 16  | Punkte |
| ---- | ------------- | --- | --- | --- | --- | --- | --- | --- | --- | --- | --- | --- | --- | --- | --- | --- | --- | ------ |
| 1    | Mercedes-Benz | 42  | 24  | 34  | 47  | 24  | 30  | 36  | 40  | 44  | 37  | 30  | 38  | 26  | 55  | 52  | 58  | 617    |
| 2    | Ferrari       | 40  | 8   | 28  | 20  | 15  | 23  | 0   | 28  | 40  | 27  | 21  | 29  | 31  | 26  | 28  | 4   | 368    |
| 3    | Audi          | 20  | 50  | 30  | 20  | 47  | 18  | 49  | 3   | 10  | 8   | 7   | 16  | 43  | 4   | 18  | 16  | 359    |
| 4    | BMW           | 4   | 23  | 11  | 18  | 11  | 34  | 19  | 22  | 7   | 23  | 39  | 17  | 1   | 0   | 0   | 6   | 235    |
| 5    | Lamborghini   | 1   | 2   | 4   | 0   | 8   | 2   | 0   | 10  | 0   | 0   | 10  | 7   | 4   | 0   | 0   | 0   | 48     |

In der Markenwertung werden maximal die drei besten Punktplatzierungen einer Marke im jeweiligen Rennen inkl. Qualifikation gewertet.